# 리코 수아베
리코 수아베(Rico Suave)는 한나 몬타나의 등장인물이다. 리코는 마일리 스튜어트에게 장난을 치기를 좋아하며, 가게를 운영하는데 그 가게에선 잭슨 스튜어트가 일을 한다.